# 시각적 프로그래밍 언어

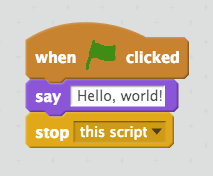

컴퓨팅에서 시각적 프로그래밍 언어(visual programming language, VPL) 또는 비주얼 프로그래밍 언어, 블록 코딩(block coding)은 사용자가 텍스트로 지정하는 대신 그래픽적으로 프로그램 요소를 조작하여 프로그램을 개발할 수 있게 하는 모든 종류의 프로그래밍 언어를 일컫는다. VPL은 프로그래밍에 시각적 표현식, 텍스트와 그래픽 심볼의 공간적 배치를 허용하며 통사론적 요소나 세컨더리 노테이션 요소로 이용이 가능하다. 예를 들면 수많은 VPL(데이터플로 또는 다이어그램 방식의 프로그래밍)은 상자 또는 화살표 개념에 기반을 두며 여기서 상자나 다른 화면 객체들은 엔티티로 취급하며 화살표, 선, 아치 모양을 통해 연결되어 관계를 표현한다.

## 시각적 언어 목록

### 교육용
- 앱 인벤터
- Etoys
- 코조
- mBlock
- 랩터
- Scratch
- 엔트리 (프로그래밍 언어)

### 멀티미디어
- 블렌더 (소프트웨어)
- 클릭팀 The games factory/Multimedia 퓨전 시리즈
- 다이너모
- 그래스호퍼 3D
- 맥스 (소프트웨어)
  - Max/MSP
  - 퓨어 데이터
  - nato.0+55+3d
- Nuke
- 쿼츠 컴포저
- 오토데스크 소프트이미지
- vvvv
- Vsxu
- 후디니
- Spark AR

### 비디오 게임
- 블렌더 게임 엔진
- 크라이엔진
- 휴먼 리소스 머신
- Unity
- Unreal Engine 4

### 시스템 / 시뮬레이션
- EICASLAB
- Flowcode
- GNU 라디오
- Node-RED
- OpenDX
- Softimage ICE
- Touchdesigner

### 자동화
- CiMPLE
- Flow

### 데이터 웨어하우스 / BI(비즈니스 인텔리전스)
- 아파치 나이파이
- IBM 인포스피어 데이터스테이지

### 기타
- Kwikpoint
- Limnor
- Piet
- WebML
- 야후! 파이프[4]
- YAWL

## 같이 보기
- 드래그 앤드 드롭
- 그래프 그림
- 통합 모델링 언어
- 시각언어
- 비주얼 싱킹